# Волощук Вадим Іванович
Вадим Іванович Волощук — український військовослужбовець, полковник Збройних сил України, учасник російсько-української війни.
Командир 1129-го зенітного ракетного полку.

## Нагороди
- орден Богдана Хмельницького I ступеня  (18 травня 2022) — за особисту мужність і самовіддані дії, виявлені у захисті державного суверенітету та територіальної цілісності України, вірність військовій присязі[2].
- орден Богдана Хмельницького II ступеня  (15 квітня 2022) — за особисту мужність і самовіддані дії, виявлені у захисті державного суверенітету та територіальної цілісності України, вірність військовій присязі[3].
- орден Богдана Хмельницького III ступеня (24 березня 2022) — за особисту мужність і самовіддані дії, виявлені у захисті державного суверенітету та територіальної цілісності України, вірність військовій присязі[4].